# Zenobiusz Rugiewicz
Zenobiusz Adam Rugiewicz (ur. 30 września 1864 w Mińsku Mazowieckim, zm. 14 grudnia 1950 w Warszawie) – działacz państwowy, wieloletni wiceprezes Najwyższej Izby Kontroli.

## Życiorys
Urodził się 30 września 1864 w Mińsku Mazowieckim, w rodzinie Franciszka i Matyldy z Dzwonkowskich. W 1888 ukończył (z odznaczeniem) Instytut Mierniczy w Pskowie. Odbył jednoroczną służbę w wojsku rosyjskim. Od 1 października 1889 pracował w rosyjskiej Kontroli Państwowej (na kolei), od września 1902 przy organizacji kontroli kolei wschodniochińskiej. Od 1905 jako dyrektorem zarządu głównego Kolei Wschodniochińskiej w Petersburgu był wielokrotnie delegowany do Japonii, Chin i Korei (1914–1915), w 1916 przewodniczył delegacji na konferencje w Tokio i Seulu. Od lipca 1918 pracował w Przedstawicielstwie Polskim w Piotrogrodzie, od stycznia 1919 pełnomocnik tego przedstawicielstwa przy poselstwie duńskim, od kwietnia 1919 delegat Przedstawicielstwa Polskiego na Rosję przy Duńskim Czerwonym Krzyżu. W latach 1919–1920 był dwukrotnie więziony przez władze sowieckie, 16 marca 1921 powrócił do kraju jako zakładnik. 31 sierpnia 1921 otrzymał nominację na dyrektora Departamentu I i członka kolegium NIK. 19 lipca 1925 powołany na stanowisko wiceprezesa NIK. Od lipca do września 1926 (po śmierci Jana Żarnowskiego) pełnił obowiązki prezesa; pozostawał wiceprezesem do wybuchu wojny. W odróżnieniu od większości członków kierownictwa NIK w okresie okupacji pozostał w Polsce, po 1945 mimo podeszłego wieku podjął współpracę z Biurem Kontroli przy Prezydium KRN (jako rzeczoznawca).
Wyróżniał się pracowitością i dużą wiedzą fachową. Ryszard Szawłowski w swoim opracowaniu poświęconym międzywojennej NIK nazwał Rugiewicza filarem najwyższego organu kontroli II Rzeczypospolitej.
Był dwukrotnie żonaty: po raz pierwszy z Eugenią Rodziewicz, po jej śmierci Marią Zofią Staszkowską.
Zmarł w Warszawie. Pochowany na cmentarzu Powązkowskim (kwatera R-4-27).

## Ordery i odznaczenia
- Krzyż Komandorski z Gwiazdą Orderu Odrodzenia Polski (9 listopada 1931)[3]
- Złoty Krzyż Zasługi (30 stycznia 1939)[4]